# Мейер, Клеменс
Клеменс Мейер (нем. Clemens Meyer; род. 20 августа 1977, Галле) — немецкий писатель, сценарист, переводчик. Многие его произведения были переведены на разные языки, a также адаптированы для кино и театра.

## Жизнь и литературная деятельность
Родился в 1977 году в городе Галле, a вырос в Лейпцигском районе Ангер-Кроттендорф. Его учёба в Немецком литературном институте Лейпцига была ненадолго прервана заключением в центре заключения для несовершеннолетних Цайтхайн. До выхода в свет дебютного романа он, помимо прочего, работал охранником, грузчиком и водителем штабелера.
В 2006 году принял участие в конкурсе на фестивале Дни немецкоязычной литературы. В этом же году появился Als wir träumten (Когда мы мечтали) — роман с элементами автобиографии о жизни молодых людей в рабочем районе Лейпцига Ройдниц в 1990-е годы. Был признан критиками «долгожданным романом о Переменах» и «литературной сенсацией» и награждён, в частности, премией им. Клеменса Брентано в 2007 году.
Его книга рассказов Die Nacht, die Lichter была удостоена премии Лейпцигской книжной ярмарки в 2008 году.
В мае 2011 года состоялась премьера пьесы Мейера и Саши Гавеманна Sirk the East — Der Traum von Hollywood.
Второй роман Мейера Im Stein о секс-работе и принудительной проституции вышел в свет в 2013. В этом же году был номинирован на Немецкую книжную премию, и получил престижную Литературную премию города Бремена в 2014 году. Также в 2014 году Мейер был приглашённым лектором в Немецком литературном институте Лейпцига.
Его роман Als wir träumten был снят в 2014 году режиссёром Андреасом Дрезеном и премьера состоялась на 65-м Берлинском международном кинофестивале в следующем году.
В 2015 году он читал лекции по поэтике во Франкфуртском университете. Также в 2015 году Клеменс Мейер был гостем на 18-м театральном фестивале
Международные дни Шиллера в Мангейме с Wallstone IV о трилогии «Валленштейн» Шиллера.
Мейер вместе с режиссёром Томасом Штубером написал сценарий In den Gängen. За это они получили Премию немецкого сценария в 2015 году. Мировая премьера художественного фильма состоялась в 2018 году в конкурсе 68-го Берлинского международного кинофестиваля.
В 2017 году Bricks and Mortar (Im Stein в переводе Кэти Дербишир) был номинирован на Международную Букеровскую премию 2017, а Eravamo dei grandissimi (Als wir träumten) получил премию «Книга Европы 2017» города Салерно. В 2020 году был удостоен премии Клопштока. В 2022 г. принял участие в фестивале Das Minus-Schiff, организованном Содружеством русскоязычных литераторов Германии СЛоГ в Берлине.
Клеменс Мейер публикует статьи в различных газетах и журналах, в том числе в Frankfurter Allgemeine Zeitung, Die Welt и Die Zeit.

### Переводы Мейера
- Эми Хемпель и Джим Шепард: Dir zu Füßen: Gedichte von Hunden. (с американского английского на немецкий язык), Zweitausendeins, Берлин 2010, ISBN 978-3-8077-1067-9.

### Сценические адаптации
- 2015: Im Stein в Штутгартском государственном театре, режиссёр Себастьян Хартман[24].
- 2013: Gewalten в Центральном театре Лейпцига, режиссёр Саша Гавеманн[25].
- 2010: Die Nacht, die Lichter в Центральном театре Лейпцига, режиссёр Саша Гавеманн[26].
- 2008: Als wir träumten в Центральном театре Лейпцига, режиссёр Армин Петрас[27].

## Фильмография
- 2021: Polizeiruf 110: An der Saale hellem Strande (телефильм). Режиссёр Томас Штубер, сценаристы Мейер и Штубер.
- 2019: Tatort: Angriff auf Wache 08 (телефильм). Режиссёр Томас Штубер, сценаристы Мейер и Штубер.
- 2018: In den Gängen (В торговых рядах, драма). Режиссёр Томас Штубер, сценаристы Мейер и Штубер.
- 2016: Der Dicke liebt (короткометражный фильм). Режиссёр Александр Хуон, сценаристы Мейер и Хуон.
- 2015: Als wir träumten (художественный фильм). Режиссёр Андреас Дрезен, сценарист Вольфганг Кольхаазе.
- 2015: Herbert (художественный фильм). Режиссёр Томас Штубер, сценаристы Мейер и Штубер.
- 2012: Von Hunden und Pferden (короткометражный фильм). Режиссёр и сценарист Томас Штубер.